# 亀泉酒造
亀泉酒造（かめいずみしゅぞう）は、高知県土佐市にある日本酒の酒造メーカーである。高知県工業技術センターで開発された清酒酵母「CEL-24」を使った酒づくりで知られる。

## 沿革
創業は1897年（明治30年）であり、11人の人々が集まって「自分たちの飲む酒は自分たちで造ろう」というモットーのもと「ふもと酒店」として創業された。「亀泉」の名は「万年の泉」を意味し、宿毛街道にある旱魃時も枯れない泉を仕込み水に使っていたことから名付けられた。その後1917年（大正6年）に合名会社に、1965年（昭和40年）3月に株式会社となる。
代表銘柄である「亀泉 純米吟醸原酒  CEL-24」の沿革については#亀泉 純米吟醸原酒 CEL-24を参照。

## 製造
地元・高知県産の原料にこだわっており、酒米は地元産、酵母も高知酵母を使用している。また、主要銘柄のCEL-24のカプロン酸エチル含有量が高いことを活かし、CEL-24を圧搾したあとに洗浄せずそのまま別の銘柄を作ることでカプロン酸エチル由来の香味をほどよく添加することもある。このような巧みなCEL-24の使い方から、杜氏の西原一民は「CELの魔術師」と評される。仕込み水は名前の由来になった泉の水が使われており、仁淀川水系の軟水が使われている。
製麹は46時間に統一されている。また出荷量の7割が生酒であるため、大型冷蔵庫が2棟ある。

## 主な商品
下記はすべて2023年9月24日時点の公式HPより。高知県産の素材と日本酒を使ったリキュールも生産している。
- 純米大吟醸原酒 酒家長春萬壽亀泉
- 純米大吟醸 貴賓
- 純米大吟醸 兵庫山田錦
- 純米大吟醸 碧龍泉BIRYUSEN
- 純米大吟醸 亀の尾
- 純米吟醸原酒 高育63号
- 純米吟醸原酒 CEL-24
- 純米吟醸 吟麓
- 純米吟醸 土佐のはちきん
- Sparkling 純米吟醸 KAMEIZUMI Perle
- 亀泉 デリッ酒／生
- 亀泉 生姜リキュール
- 亀泉 小夏リキュール

### 亀泉 純米吟醸原酒  CEL-24
亀泉 純米吟醸原酒  CEL-24は亀泉酒造を代表する銘柄であり、同社の清酒生産量のおよそ7割を占めている。低アルコールで、カプロン酸エチル由来のりんごのようにジューシーで華やかな香味が特徴。
CEL-24はCEL-19と共に1993年に高知県工業技術センターによって開発された清酒酵母で、カプロン酸エチルの生産量の多さが特徴であるが、高知の日本酒といえば淡麗辛口が主流であり、当時はその甘酸っぱい味わいや醪日数が最大50日という発酵時間の長さが敬遠されて高知県内の酒蔵はどこも使用に消極的であった。そんな中、県内での販売に限界を感じていた亀泉酒造はこれらの酵母を使った酒づくりに唯一挑戦し、あくまで「バリエーションの一つ」として1998年に「亀泉 純米吟醸原酒 CEL-24」をはじめて発売する。当時は甘酸っぱい日本酒が受け入れられる土壌が市場になく、売れ行きはあまりよくなかったというが、2010年代以降に甘口の日本酒の人気が高まるにつれて独自の酒質が評価され、2023年現在では日本国内および中国をはじめとした海外から多数の注文が来るようになっている。この売れ行きについて社長の西原一民は「こんなに売れるとは思ってもいなかった。時代が追いついてきたね」と述べている。
2023年現在では本銘柄の生産量が同社全体のおよそ7割にも及ぶためロットによって異なる酒米を使うことがあり、品質のばらつきを減らすためにタンクふたつ分の原酒をブレンドしてからボトリングしている。ボトル表面にはアルコール度数や原料米などの本来であればラベル裏に表記される情報が記されているが、これは試作品を東京の居酒屋に持っていった時のラベルの名残であり、2023年現在ではこの独特のデザインが亀泉CEL-24の特徴として認知されている。